# Гут (остров)
Гут (азерб. Qu adası) — остров в Каспийском море, у средне-восточного побережья Азербайджана. Один из островов Апшеронского архипелага. Расположен на расстоянии 8 км от берега. Прежнее название острова — Лебяжий.

## Этимология
Гут (Qu) — единственный двухбуквенный топоним на территории Азербайджана.

## Климат
Климат острова холодный семиаридный (степной).